# Duygu Ankara
Duygu Ankara (* 1. Januar 1950; † 2. November 1996) war eine türkische Schauspielerin.

## Biografie
Duygu Ankara wurde am 1. Januar 1950 geboren. Ihre Schwester Selma Sonat ist ebenfalls eine Schauspielerin. Ihr Debüt gab sie 1971 in dem Film Ölümden Korkmuyorum. Anschließend spielte sie 1983 in Şalvar Davası mit. Außerdem wurde Ankara 1989 für die Serie Geçmiş Bahar Mimozaları gecastet. 
1994 bekam sie in dem Film Sessiz Çığlık die Hauptrolle. Unter anderem setzte sie ihre Karriere 1995 in der Serie Evdekiler fort. Am 2. November verstarb sie an Bauchspeicheldrüsenkrebs.

## Filmografie
- 1971: Ölümden Korkmuyorum
- 1983: Şalvar Davası
- 1986: Savunma
- 1987: Ne Fayda
- 1988: Arkadaşım Şeytan
- 1989: Geçmiş Bahar Mimozaları
- 1989: Gülbeyaz
- 1989: Bakımsız Tarzan
- 1990: Bir Milyara Bir Çocuk
- 1991: Siyabend-ü Xece
- 1993: Son Söz Sevginin
- 1994: Çözülmeler
- 1994: Yumuşak Ten
- 1994: Sessiz Çığlık
- 1995: Evdekiler
- 1996: Kaldırım Çiçeği
- 1996: Bu Sevda Bitmez